# Castello di Ripaglia
Il castello di Ripaglia (in francese château de Ripaille) è un maniero francese ubicato nei pressi di Thonon-les-Bains, capoluogo del Chiablese francese, territorio che è parte del dipartimento dell'Alta Savoia.

La struttura, in prossimità delle rive del Lago Lemano, viene sovente confusa con lo scomparso castello di Thonon distrutto nel XVII secolo che, tra il 1411 e la fine del XV secolo, fu una delle residenze principali di Casa Savoia e che occupava l'area compresa tra l'attuale castello di Sonnaz e la cappella di Saint-Bon.
Il castello ha una storia antichissima e fu un'importante dimora del Ducato di Savoia, fino al trasferimento della capitale da Chambéry a Torino.
Rientra nell'ambito dei Monuments Historiques de France e dal 1997 il vicino bosco ospita un memoriale dedicato ai Giusti tra le nazioni inaugurato dal presidente Jacques Chirac.

## Storia
La località di Ripaglia (in francese Ripaille) fu abitata fin dall'antichità e divenne una prosperosa città in epoca romana, come testimoniano le rovine nei pressi del maniero. 
Il castello sorse tra il XIII e XIV secolo sulla base di una preesistente dimora di campagna costruita in pietra e legno posta al centro di una vasta riserva di caccia.

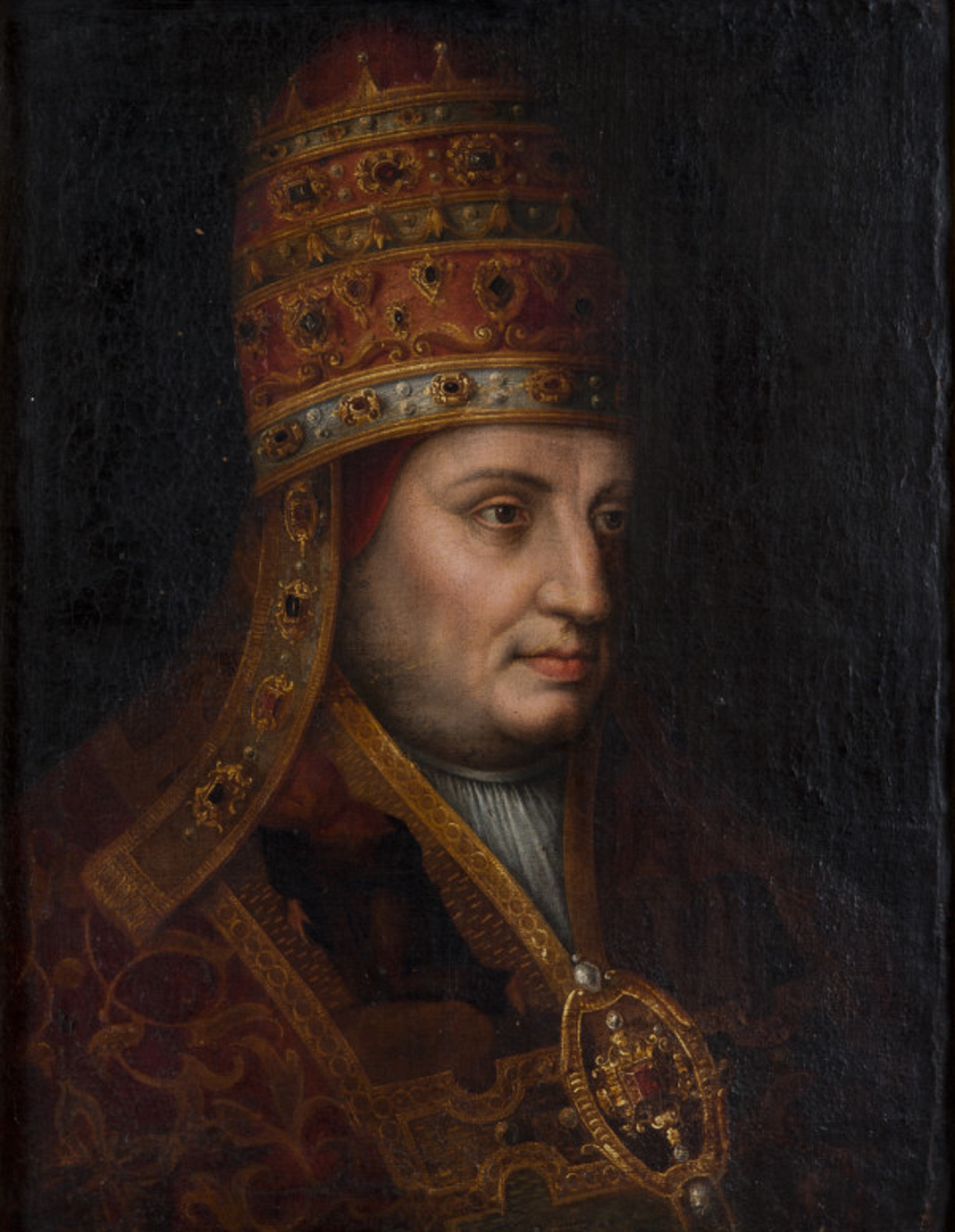
Amedeo VIII di Savoia con le vesti di antipapa

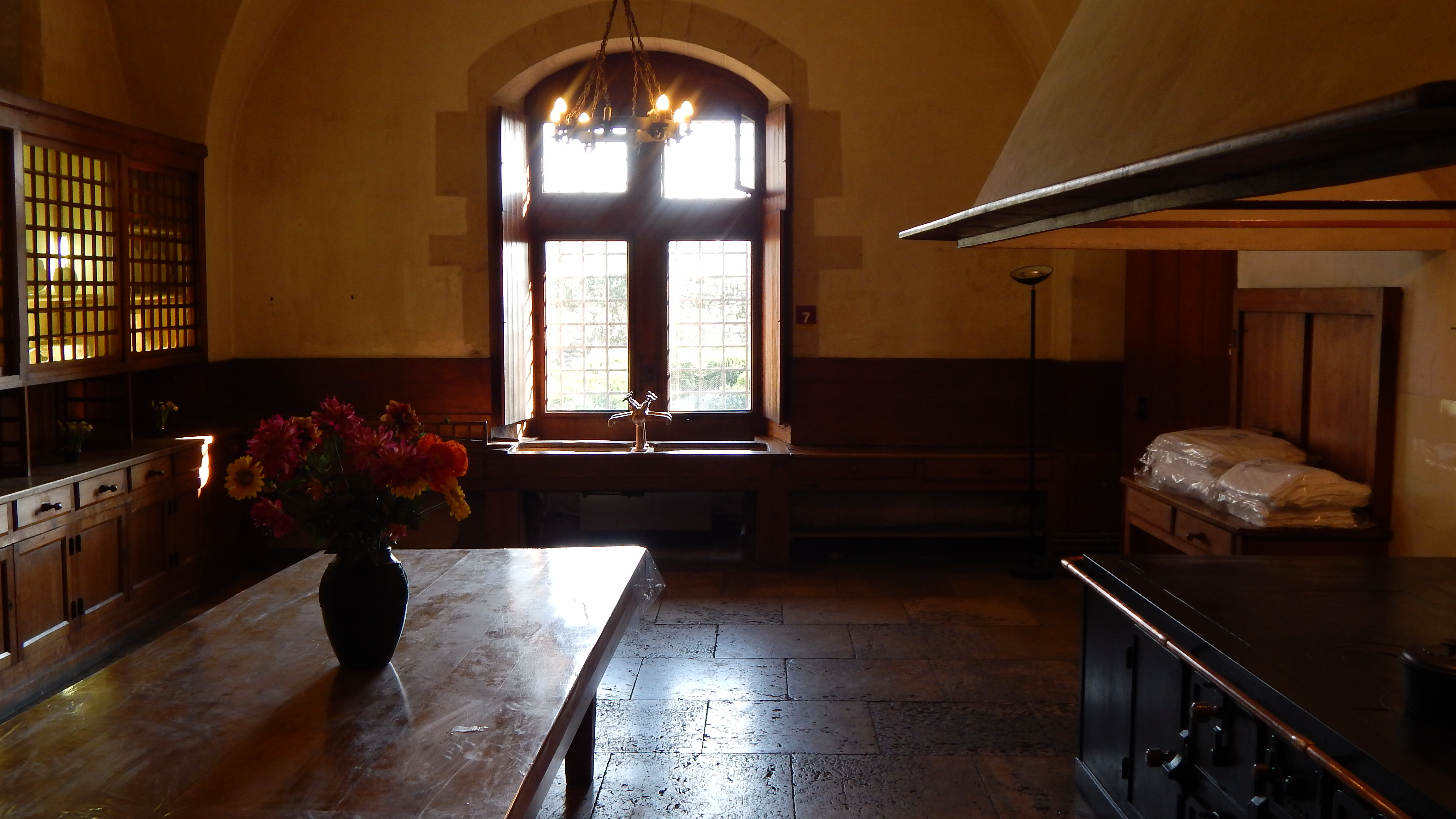
Una veduta delle cucine

Nel 1293 fu dimora di Amedeo V di Savoia a seguito del Trattato di Saint-Jean-de-Moirans.
Da allora il castello divenne dimora di caccia e gradita residenza dei membri della dinastia dei Savoia tra cui il celebre Amedeo VI, detto il Conte Verde, che vi trascorse lunghi periodi di permanenza organizzando numerosi tornei e battute di caccia.
Tra il 1371 e il 1388 la fortezza venne trasformata in villa di delizia da Bona di Borbone, che vi risiedette per lunghi periodi insieme al figlio Amedeo VII detto il Conte Rosso che morirà prematuramente nel 1391.
A partire dal 1413 il castello venne ampliato su volere del figlio Amedeo VIII, primo duca di Savoia che, con un atto di fondazione firmato il 23 febbraio dello stesso anno, lo elevò a sede del Priorato Agostiniano di Ripaille, con la presenza stabile di un priore e di quattordici monaci a cui fu concessa una cospicua rendita. Nel 1429 Amedeo VIII commissionò a Claude de Saix la grande ristrutturazione del maniero, conferendogli l'aspetto esteriore che conserva parzialmente tuttora.

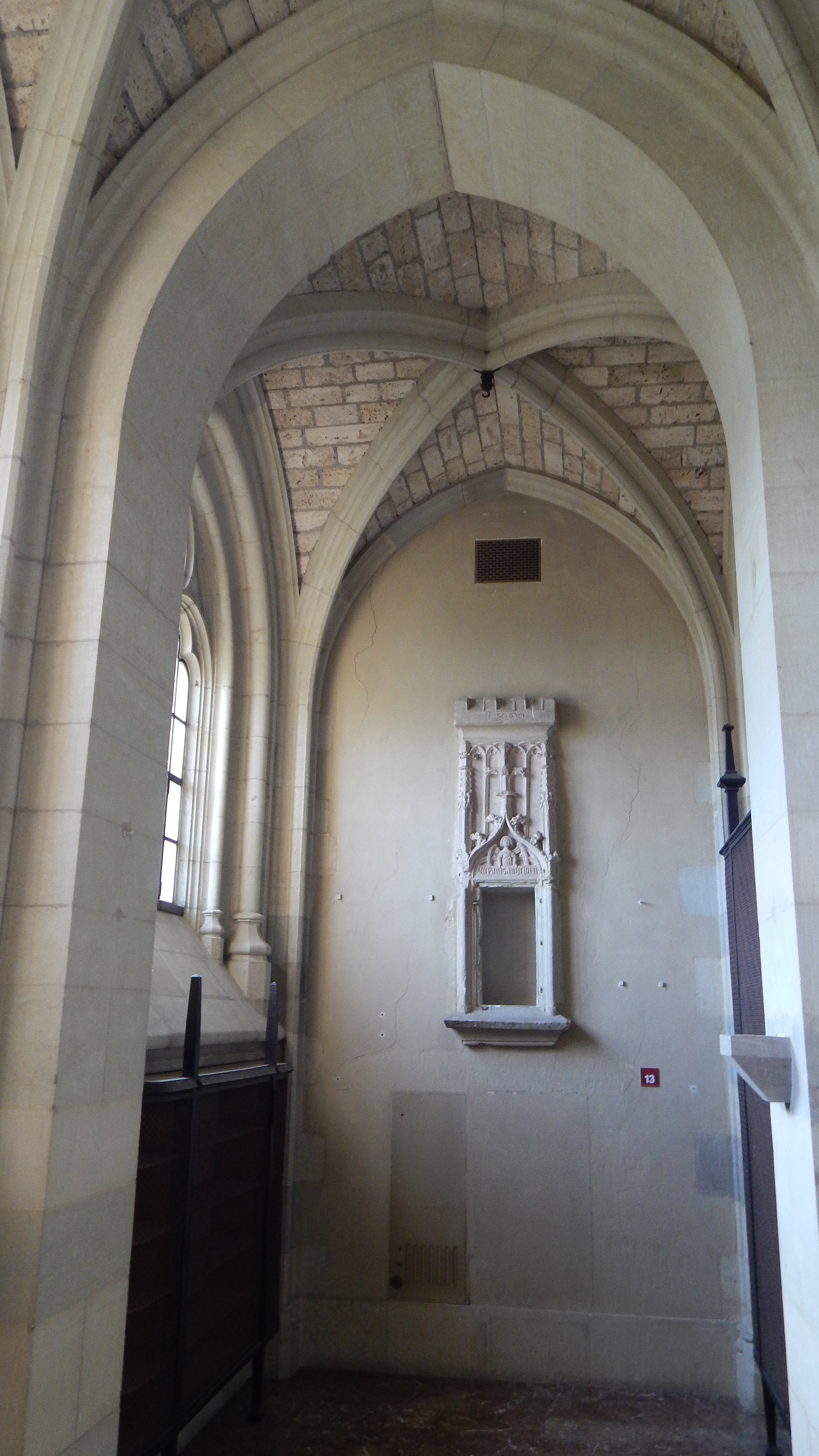
La cappella

L'intento di questo importante rimaneggiamento fu dunque quello di farne la sede del nascente Ordine Militare di San Maurizio che in seguito divenne l'Ordine Mauriziano. Nell'autunno del 1434 Amedeo VIII si ritirò nel maniero dopo la sua abdicazione da antipapa, accompagnato dalla corte e dai più fidati cavalieri scelti fra coloro che, secondo la regola dell'Ordine, si distinsero per meriti onorevoli; tra di loro figurarono Henri de Columbier, Claude de Saix, François de Bussy e Louis de Chevelu.
Il castello divenne un eremo di meditazione ma anche centro di potere che Amedeo VIII, malgrado la delega di Luogotenente al figlio Ludovico, continuò a detenere fino alla morte avvenuta nel castello il 6 gennaio 1451. Fino ad allora Ripaglia divenne fulcro di una raffinata corte frequentata da letterati, musicisti, ambasciatori e miniaturisti che diede lustro al piccolo ducato sabaudo ma fu anche sede dell'amministrazione finanziaria dei territori.
Dal 1559 in poi, a seguito dello spostamento della capitale ducale da Chambéry a Torino, il castello venne frequentato sempre meno dai Savoia e nel 1624 Carlo Emanuele I di Savoia lo diede in concessione all'Ordine certosino che lo adattò a convento.
Nel 1793, sull'onda dei dilaganti disordini della Rivoluzione, la struttura venne assalita dai sovversivi che ivi si stabilirono ma nel 1809 tornò ad essere una dimora signorile, divenendo proprietà del generale Pierre Louis Dupas.
Divenuto bene di interesse nazionale ma logorato dai segni di decadimento, verso la fine dell'Ottocento la proprietà venne acquistata da Frédéric Necker Engel-Gros, un industriale tessile di Mulhouse discendente del ministro delle Finanze a servizio di Luigi XVI. Egli si occupò del restauro e della sua completa ristrutturazione interna, stabilendovi la sede aziendale della D.M.C.; nel 1930 il figlio André Engel, pittore paesaggista, si occupò della creazione del vicino Arboretum, danneggiato da una tempesta nel 1999.
Dichiarato Monument Historique de France, negli anni settanta la famiglia Necker Engel-Gros creò una fondazione per preservare e diffondere il patrimonio culturale del castello di Ripaille; nel 1976 la discendente Elisabeth Necker Engel-Gros cedette l'intera proprietà alla Fondation Ripaille che da allora la adibì a luogo di visita e sede di eventi e manifestazioni culturali.
Il 2 novembre del 1997 presso l'Arboretum è stato inaugurato un memoriale dedicato ai Giusti tra le nazioni, alla presenza del presidente Jacques Chirac; esso commemora le 2.740 donne francesi che hanno contribuito a salvare gli ebrei da morte certa durante le persecuzioni razziali della Seconda guerra mondiale.

## Caratteristiche

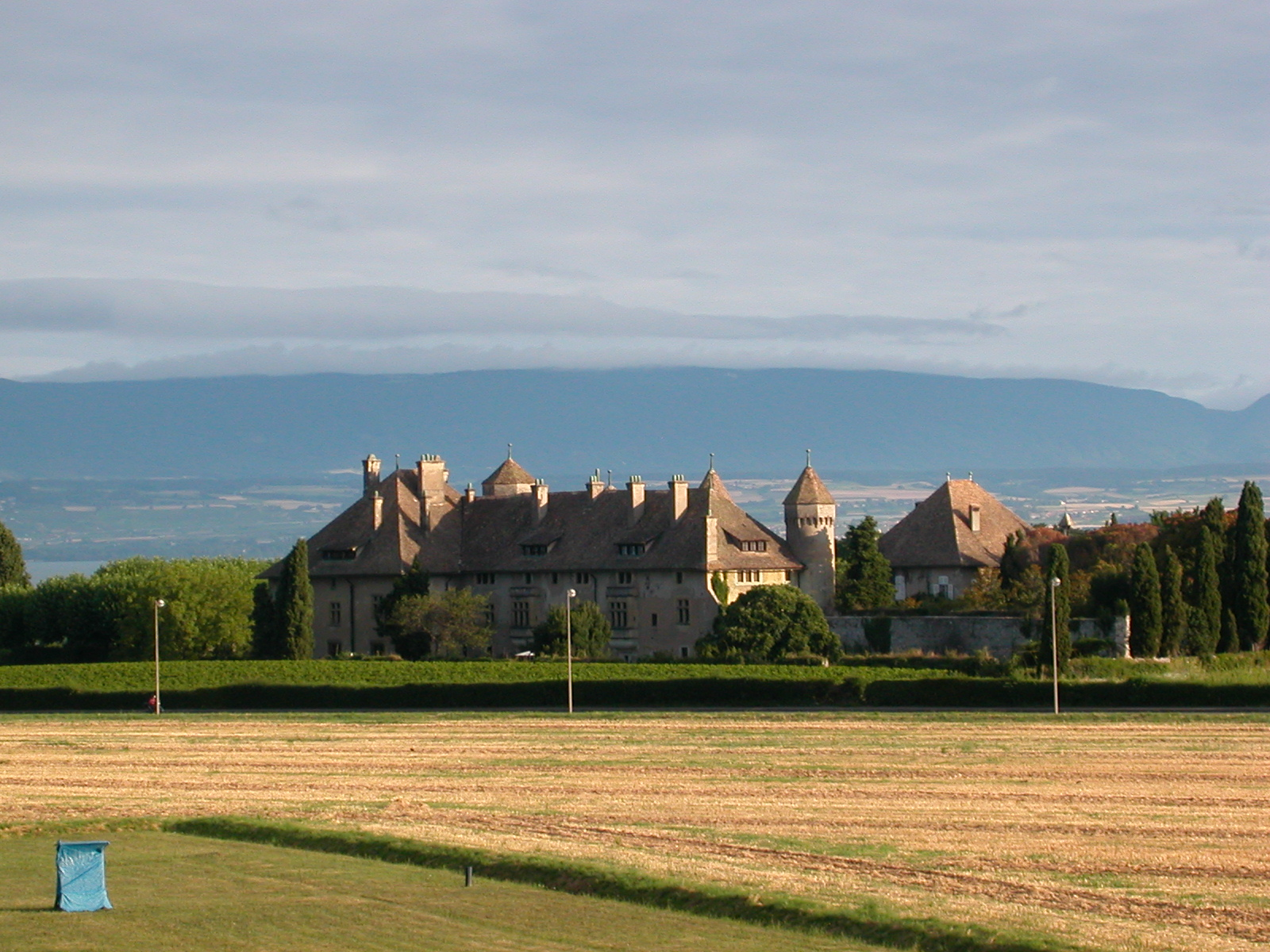
Una veduta d'insieme del castello.

Il castello sorge al centro di una vasta tenuta che un tempo era riserva di caccia dei Duchi di Savoia. L'edificio si sviluppa su una planimetria rettangolare abbastanza regolare, con alcune strutture secondarie addossate e un fossato, ormai prosciugato, che corre intorno al perimetro. Il suo prospetto principale affacciato a ovest, sul grande giardino, è caratterizzato da quattro delle sei torri cilindriche originarie, con copertura conica e archetti pensili.
Completamente ricostruito in stile rinascimentale, la struttura presenta al suo interno numerose sale di rappresentanza arredate con boiseries e alcuni ambienti in stile Art Nouveau. La struttura è visitabile e comprende un percorso su due piani attraverso le sale principali, spazi espositivi con riproduzioni di documenti sabaudi, l'appartamento padronale, le cucine, la grande cantina, l'antica cappella e una sala di proiezione dove si può assistere ad un filmato che narra la lunga storia del castello.
All'interno del grande parco si trova l'Arboretum di circa 22 ettari, molti dei quali coltivati a vite, che consente la produzione di un apprezzato vino bianco: il Ripaille. Poco distante si trova anche la copiosa foresta di 53 ettari che fu riserva di caccia dei Savoia e che ora è in parte proprietà del comune di Thonon-les-Bains.